# Žborivci
Žborivci, česky také Zborovce nebo Žborovce (ukrajinsky Жборівці, maďarsky Rónafalu) je ves v obci Kolčyno, v Kolčynské územní komunitě (ukrajinsky Кольчинська селищна громада). Leží v okrese Mukačevo Zakarpatské oblasti Ukrajiny. V roce 2025 žilo ve Žborivcích 335 obyvatel.

## Historie
První písemná zmínka o této vsi pochází z roku 1600. Před uzavřením Trianonské smlouvy byla součástí Uherska. Poté byla (pod názvy Zborovce případně Žborovce) součástí první československé republiky. V roce 1921 zde stálo 39 domů a žilo zde 213 obyvatel rusínské národnosti. Od roku 1945 byla součástí Ukrajinské sovětské socialistické republiky, která byla součástí SSSR, a nakonec od roku 1991 je součástí samostatné Ukrajiny.

## Reference

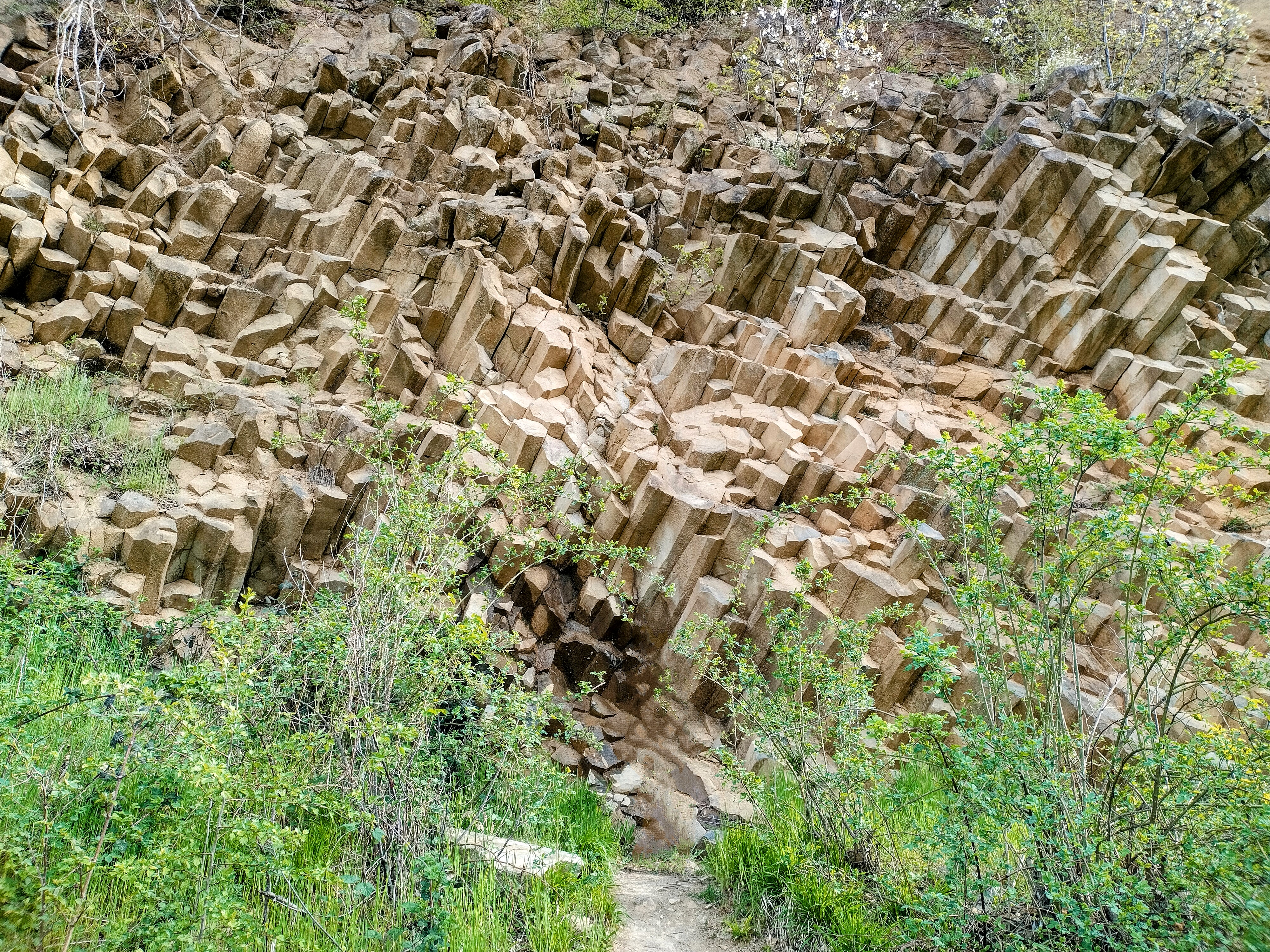
Žborivci: Čedičové sloupy u vesnice